# Lady Gaga x Terry Richardson
Lady Gaga x Terry Richardson es un fotolibro realizado por el fotógrafo Terry Richardson sobre la cantante Lady Gaga. La editorial Grand Central Publishing lo publicó en Estados Unidos el 22 de noviembre de 2011. El libro contiene más de 350 imágenes tomadas por Richardson, en un período de diez meses durante la gira mundial de Gaga The Monster Ball Tour (2009-10-11). También incluye un prólogo escrito por Gaga sobre su relación con Richardson, y un análisis hacia su forma de trabajo. La dirección artística del libro se llevó a cabo por el brasileño Marcelo Sebá.
Tras su lanzamiento, Lady Gaga x Terry Richardson recibió críticas positivas de los críticos, que elogiaron las imágenes provocativas, pero también las fotos de Gaga sin maquillaje y trajes de escenario. El libro apareció en el número cinco en la lista de popularidad The New York Times Best Seller List, donde pasó sus siguientes semanas de manera inestable.

## Antecedentes y contenido

Richardson realizó las fotos de Gaga durante la gira mundial de esta, The Monster Ball Tour (2009-10-11). En la imagen, Gaga en una de las presentaciones de la gira.

Lady Gaga x Terry Richardson se compone de fotografías, tanto en blanco y negro como en color, que Richardson tomó de Gaga durante un período de diez meses, desde la participación de la cantante en Lollapalooza en 2010 y su gira The Monster Ball Tour (2009-10-11). A pesar de que más de 100 000 fotografías fueron tomadas, solo 350 fueron publicadas en el libro. También incluye un prólogo escrito por Gaga sobre su relación con Richardson, y un análisis hacia su forma de trabajo. Comenta: «Con Terry, la relación se extiende más allá de la fotografía, y si eres afortunado, él te enseñará algo realmente profundo sobre ti».
Previa a la producción de Lady Gaga x Terry Richardson, Gaga y Richardson trabajaron juntos en un comercial para la tienda neoyorquina Supreme y sesiones de fotos para las revistas Vogue Hommes Japan y Harper's Bazaar. Jamie Raab, vicepresidente ejecutivo de la editorial distribuidora del material Grand Central Publishing, dijo: «Estamos orgullosos de ser la publicación de esta notable colaboración entre Lady Gaga y Terry Richardson y anticipar que será uno de los libros más impresionantes, provocativos y codiciados de la temporada de vacaciones 2011».
La cantante no ocultó nada a Richardson, quien estuvo con ella «cada minuto, cada momento» durante el período de la toma de fotos. Como resultado de ello, el fotógrafo realizó imágenes de Gaga al despertar, lavándose los dientes, en el baño, en la bañera y la ducha. Richardson también le hizo fotografías a los admiradores de Gaga, quien mostró su aprecio por ello en una entrevista con The Hollywood Reporter:

«Mi cosa favorita, honestamente, es que [Richardson] amó a los fanes. Él capturó a los fanes de la misma manera en la que me capturó a mi: sin pretensiones [...] El venía al detrás de escena y decía, "¡Oh mi Dios, los fanes!'. Y yo contestaba, 'Lo sé... sé que acabas de fotografiarlos'. Y él decía, "¡Nena, wow!"».

## Publicación y recepción
Días antes del lanzamiento, Gaga publicó en YouTube un vídeo en donde lee en voz alta el prólogo del libro. El 22 de noviembre de 2011, en celebración a la publicación, una fiesta fue realizada en el New Museum of Contemporary Art in New York, en donde Gaga autografió ejemplares del libro. Lady Gaga x Terry Richardson debutó en el puesto cinco en la clasificación «tapa dura/misceláneos» del The New York Times Best Seller List, que recopila los libros más vendidos en los Estados Unidos de forma semanal. Cayó al número catorce en su segunda semana, en donde se mantuvo hasta que subió al once en su cuarta semana. Ingresó nuevamente en los diez primeros en su siguiente semana, en la novena posición, y luego subió hasta la sexta. Los derechos de publicación del libro en el Reino Unido fueron vendidos por Grand Central Publishing a Hodder & Stoughton.
El libro recibió críticas positivas de los especialistas: James Lim de New York escribió que a diferencia de sus portadas en revistas, en donde aparece en «poses modestas», el libro muestra a la «salvaje, funky, Gaga creativa, que todos conocemos y amamos». Liesl Bradner del diario Los Angeles Times se mostró sorprendido al ver a Gaga sin maquillaje y sus trajes de escenario: «Cuando la cantante se toma un momento [alejado] de la locura, tira hacia atrás su pelo y abandona sus trajes, [es cuando] vemos a la chica real que es el cerebro detrás del monstruo». Eden Carter Wood de la revista Diva opinó que tenía buenos retratos de la artista, aunque recalcó que estaba únicamente dirigido hacia sus admiradores. Arthur House del períodio The Telegraph encontró a la colaboración entre Gaga y Richardson «brillante», aunque también advirtió que el contenido del libro no era apto para menores de edad.